# Otto Willem van Bourgondië
Otto-Willem van Bourgondië (962 – Dijon, 21 september 1026) was een zoon van Adelbert I van Ivrea en Gerberga van Dijon, die hertrouwde met hertog Hendrik I van Bourgondië.
In zijn jonge jaren was hij een gevangene aan het hof van keizer Otto I de Grote die zijn vader en zijn grootvader, koning Berengarius II van Italië had verslagen. In 982 werd hij door zijn huwelijk paltsgraaf van Bourgondië en graaf van Mâcon. In 986 werd hij graaf van het gebied  dat zijn ouders voor hem rond Dole hadden gevormd.
Na de dood van zijn stiefvader, Hendrik, in 1002, wierp hij zich op als hertog van Bourgondië, maar in 1004 annexeerde koning Robert het hertogdom Bourgondië bij Frankrijk. Zijn andere titels en bezittingen wist hij echter te behouden. In 1004 deed hij een schenking aan de abdij van Saint-Bénigne (tegenwoordig de kathedraal) te Dijon, voor het zielenheil van zijn moeder, zijn stiefvader en zijn vrouw. In 1006 nam hij deel aan een opstand tegen keizer Hendrik II de Heilige toen die door Rudolf III van Bourgondië tot zijn erfgenaam was benoemd. Na het concilie van Héry (1015) werd Otto-Willem formeel de eerste graaf (of paltsgraaf) van het graafschap Bourgondië. Otto-Willem is begraven in de abdij van Saint-Bénigne.
Otto-Willem trouwde in 982 met Ermentrudis van Roucy (959 - 5 maart 1004), de weduwe van Alberik II van Mâcon, dochter van Ragenold van Roucy en Alberada van Lotharingen (dochter van Giselbert II van Maasgouw en Gerberga van Saksen). Zij kregen de volgende kinderen:
- Gwijde I van Mâcon
- Mathilde (- 13 december 1005) met Landry van Nevers, begraven in de kathedraal Saint-Étienne te Auxerre
- Gerberga van Bourgondië (ca. 985 - 1020/1023), gehuwd met Willem II van Provence, deed meerdere schenkingen aan de abdij Saint-Victor te Marseille
- Reinoud I van Bourgondië (ca. 990 - 3 of 4 september 1057), paltsgraaf van Bourgondië, begraven te Besançon
- Agnes (990/995 - Saintes, 10 november 1068), gehuwd met Willem V van Aquitanië, begraven in de priorij van Saint-Nicolas te Poitiers

Otto hertrouwde voor 1016 met Adelheid, dochter van Fulco II van Anjou, en was haar vijfde echtgenoot.

## Voorouders
| Voorouders van Otto Willem van Bourgondië | Voorouders van Otto Willem van Bourgondië                         | Voorouders van Otto Willem van Bourgondië                         | Voorouders van Otto Willem van Bourgondië                         | Voorouders van Otto Willem van Bourgondië                         | Voorouders van Otto Willem van Bourgondië                         | Voorouders van Otto Willem van Bourgondië                         | Voorouders van Otto Willem van Bourgondië                         | Voorouders van Otto Willem van Bourgondië                         |
| ----------------------------------------- | ----------------------------------------------------------------- | ----------------------------------------------------------------- | ----------------------------------------------------------------- | ----------------------------------------------------------------- | ----------------------------------------------------------------- | ----------------------------------------------------------------- | ----------------------------------------------------------------- | ----------------------------------------------------------------- |
| Overgrootouders                           | Adalbert van Ivrea (875-924) ∞ Gisela (880-910)                   | Adalbert van Ivrea (875-924) ∞ Gisela (880-910)                   | Boso III van Arles (885–936) ∞ Willa van Bourgondië (865-924)     | Boso III van Arles (885–936) ∞ Willa van Bourgondië (865-924)     | Robrecht van Autun (–) ∞ Ingeltrudis (-)                          | Robrecht van Autun (–) ∞ Ingeltrudis (-)                          | Robert I van Meaux (910–966) ∞ Adelheid van Chalon (928-987)      | Robert I van Meaux (910–966) ∞ Adelheid van Chalon (928-987)      |
| Grootouders                               | Berengarius II (900-966) ∞ Willa III van Toscane (912-970)        | Berengarius II (900-966) ∞ Willa III van Toscane (912-970)        | Berengarius II (900-966) ∞ Willa III van Toscane (912-970)        | Berengarius II (900-966) ∞ Willa III van Toscane (912-970)        | Lambert I van Chalon (–987) ∞ Adelheid van Chalon (-)             | Lambert I van Chalon (–987) ∞ Adelheid van Chalon (-)             | Lambert I van Chalon (–987) ∞ Adelheid van Chalon (-)             | Lambert I van Chalon (–987) ∞ Adelheid van Chalon (-)             |
| Ouders                                    | Adelbert I van Ivrea (932-971) ∞ 960 Gerberga van Dijon (940-991) | Adelbert I van Ivrea (932-971) ∞ 960 Gerberga van Dijon (940-991) | Adelbert I van Ivrea (932-971) ∞ 960 Gerberga van Dijon (940-991) | Adelbert I van Ivrea (932-971) ∞ 960 Gerberga van Dijon (940-991) | Adelbert I van Ivrea (932-971) ∞ 960 Gerberga van Dijon (940-991) | Adelbert I van Ivrea (932-971) ∞ 960 Gerberga van Dijon (940-991) | Adelbert I van Ivrea (932-971) ∞ 960 Gerberga van Dijon (940-991) | Adelbert I van Ivrea (932-971) ∞ 960 Gerberga van Dijon (940-991) |